# Акіяма Йосіфуру
Акія́ма Йосіфу́ру (яп. 秋山好古, あきやまよしふる; 9 лютого 1859 — 4 листопада 1930) — японський воєначальник, генерал Імперської армії Японії. Старший брат Акіями Санеюкі. За заслуги у розвитку японської кінноти прозваний «батьком японської кавалерії».

## Короткі відомості
Народився 8 лютого 1859 в містечку Мацуяма, в Мацуяма-хані провінції Ійо. Походив з самурайського роду, який у середньовіччі займався піратством у Внутрішньому японському морі.
Закінчив Військову академію (1879) та Вищу військову академію Імперської армії Японії (1885). Проходив стажування у Франції у Офіцерській школі Сен-Сір, спеціалізувався на кавалерії (1887—1891).
Брав участь у японсько-китайській війні 1894—1895 років, під час якої заслужив звання підполковника. З 1896 року працював інструктором в Кавалерійському училищі Імперської армії Японії, в якому готував офіцерські кадри для кавалерійських полків армії. 1902 року отримав звання генерал-майора.
Під час російсько-японської війни 1904—1905 років командував першою кавалерійською бригадою в складі 2 армії. Неодноразово бив кінні підрозділи противника у битвах при Шахе (5—17 жовтня 1904) Сандепу (25—29 січня 1905), Мукдені (20 лютого 1905 — 10 березня 1905). За перемоги над козацькими підрозділами російської армії, які вважалися в Японії найсильнішою кіннотою у світі, отримав прізвисько «батько японської кавалерії».
1909 року отримав звання генерал-лейтенанта і служив Інспектором кавалерійських частин армії. З 1915 року був призначений на посаду голови гвардійської дивізії. Наступного року став командиром збройних сил в Кореї. 1916 року підвищений до генерала. З 1920 року працював начальником Головної інспекції освіти армії, проте через 3 роки вийшов у відставку. Незважаючи на пропозиції уряду, відмовився від маршальського звання.
З 1924 року працював директором середньої школи в Мацуямі. Помер 4 листопада 1930 року на батьківщині. Похований на міському цвинтарі Васідані.